# 칼턴 콜
칼턴 마이클 조지 콜 오코리(Carlton Michael George Cole Okorie, 1983년 10월 12일 - )는 잉글랜드의 전 축구 선수로, 포지션은 스트라이커이다. 잉글랜드 축구 국가대표팀에서 활약한 바 있다.